# Aeroportul Național Naxos
Aeroportul Național Naxos (IATA: JNX, ICAO: LGNX) este un aeroport din Naxos and Lesser Cyclades Municipality⁠(d), Naxos Regional Unit⁠(d), Egeea de Sud, Administrația descentralizată a Mării Egee⁠⁠(d), Grecia ce deservește zona Naxos. Aeroportul a fost tranzitat în 2022 de 123.220 de pasageri. A fost deschis în 3 iulie 1992 și numit după Apollo.
Situat la o altitudine de 0 m, aeroportul dispune de o singură pistă.